# Byron Morris
James Byron Morris (* 7. Januar 1941) ist ein US-amerikanischer Jazzmusiker (Tenorsaxophon, Altsaxophon, Sopransaxophon, Flöte), der in der Musikszene von Washington, D.C. aktiv ist.

## Leben und Wirken
Byron Morris ist ein Sohn des Saxophonisten und Bandleaders James William „Jim Billy“ Morris (1916–1985). Er wuchs in Roanoke, Virginia auf; während seiner Schulzeit spielte er mit Don Pullen in einer Band namens Junior Aristocrats (benannt nach der Swingband The Aristocrats, die sein Vater 1947–1960 leitete). Nach dem High-School-Abschluss 1959 studierte er an der Tuskegee University (Abschluss 1964 in Ingenieurswesen). Ab Mitte der 1960er-Jahre arbeitete er im Hauptberuf als Ingenieur IBM und bei Bundesbehörden; daneben betätigte er sich als Jazzmusiker. In den 1960er-Jahren spielte er in Washington, DC in Rhythm-&-Blues- und Jazzbands; 1969 entstanden erste Aufnahmen mit einer Formation, die er gemeinsam mit dem Trompeter Gerald Wise leitete und zu der auch Byard Lancaster gehörte. 1970/71 arbeitete er mit Joe McPhee, auf dessen Alben Live At Vassar 1970 und Survival Unit II with Clifford Thornton: At WBAI’s Free Music Store, 1971 er zu hören ist. 1972 war er Mitbegründer der Band Unity mit Vincent McEwan und Gerald Wise. 
Beeinflusst von spirituellen Strömungen des Jazz wie etwa von Rahsaan Roland Kirk, Pharoah Sanders und John Coltrane, arbeitete Unity häufig mit der Sängerin Jay Clayton zusammen. Das erste Album der Band Blow Thru Your Mind (Epi Records) entstand 1973, gefolgt von Vibrations (1975), Themes and Serenades (1978) und Honey, I Love (1981). Anschließend kam die Band in verschiedenen Besetzungen für Live-Konzerte zusammen. Des Weiteren arbeitete Morris mit dem Formationen Three Saxes for Lester und Swingin' Saxes, die sich beide der Musik von Lester Young widmeten. 1994 gründete er das Label By-Mor, auf dem Material der Unity-Sessions (Vibrations in Time) und Live-Mitschnitte der Band (Live! At the East Coast Jazz Festival 1996, bzw. Y2K, 2003) erschienen. 1998 entstanden neue Aufnahmen der Gruppe, zu der inzwischen auch der Pianist Hilton Ruiz gehörte. Im Bereich des Jazz war er zwischen 1969 und 2000 an 8 Aufnahmesessions beteiligt.